# شون ألفاريز
شون ألفاريز (بالإنجليزية: Sean Alvarez)‏ هو فنان قتال مختلط أمريكي، ولد في 14 يوليو 1971 في نيويورك في الولايات المتحدة.

## وصلات خارجية
- شون ألفاريز على موقع يو إف سي (الإنجليزية)
- شون ألفاريز على موقع شيردوغ (الإنجليزية)
- شون ألفاريز على موقع IMDb (الإنجليزية)